# Leukozyturie
Die Leukozyturie (Syn. Leukurie) ist eine vermehrte Ausscheidung von Leukozyten im Urin. Sie kommt vor bei Harnwegsinfekt, Nephropathie oder Tumoren der Harnwege.
Bis zu 10 Leukozyten pro µl Harn gelten als normal, die Nachweisgrenze der Urinteststreifen liegt bei 20 Leukozyten pro  μl.
Von einer Leukozyturie spricht man bei mehr als 10.000 Leukozyten/ml nicht zentrifugiertem Urin oder bei mehr als 5 Leukozyten im Gesichtsfeld im Urinsediment. Führt eine starke Leukozyturie zu gelblich-weißer Trübung, liegt eine Pyurie vor.
Bei einer Leukozyturie liegt meist eine Pyelonephritis oder andere Infektion der Harnwege vor. Seltener ist kein Keimnachweis möglich, dann spricht man von einer sterilen Leukozyturie. Ursachen einer sterilen Leukozyturie sind anbehandelte Harnwegsinfekte, abakterielle Entzündungen wie Interstitielle Nephritis, Transplantatabstoßung und Kawasaki-Syndrom oder eine Urogenitaltuberkulose.

## Vorkommen
Bei asymptomatischen Personen kann eine Leukozyturie bei Männern in 2 % und bei Frauen in 28 % gefunden werden.